# Anastasiya Merkushyna
Anastasiya Olehivna Merkushyna (en ukrainien : Анастасія Олегівна Меркушина), née le 14 janvier 1995 à  Soumy (Ukraine), est une biathlète ukrainienne.

## Carrière
Elle est entrainée par ses parents Oleh et Irina qui a été biathlète de niveau international. 
Ses débuts internationaux ont lieu en 2010 aux Championnats du monde jeunesse, à seulement quinze ans. Lors de l'édition 2011, elle remporte la médaille d'argent sur le relais, puis gagne le titre en 2012.
Elle est double championne d'Europe junior sur le sprint et la poursuite en 2015 puis de l'individuel en 2016, année où elle est aussi vice-championne du monde junior de l'individuel en Roumanie. Elle apparaît en Coupe du monde en décembre 2014 et monte sur son premier podium en décembre 2016 en terminant troisième du relais de Pokljuka. Elle marque ses premiers points lors du sprint d'Oberhof un mois plus tard (19e). Aux Mondiaux 2017, à Hochfilzen, elle est médaillée d'argent avec le relais et obtient son meilleur résultat individuel dans l'élite avec une huitième place sur la poursuite.
Elle prend part aux Jeux olympiques d'hiver de 2018, à Pyeongchang, se classant 55e du sprint, 46e de la poursuite, 70e de l'individuel et 11e du relais.
Merkushyna devient un membre important du relais féminin ukrainien et contribue à une série de médailles de bronze sur les Championnats du monde en 2019, 2020 (où elle est également dixième de l'individuel) et 2021. Aux Championnats d'Europe 2021, elle remporte la médaille d'argent sur l'individuel à Duszniki-Zdrój, lieu même où elle a décroché la médaille de bronze trois ans plus tôt dans l'individuel.

## Palmarès

### Jeux olympiques
| Épreuve / Édition                | Individuel | Sprint | Poursuite | Mass start | Relais | Relais mixte |
| Jeux olympiques 2018 Pyeongchang | 70e        | 55e    | 46e       | —          | 11e    | —            |
| Jeux olympiques 2022 Pékin       | —          | 24e    | 25e       | —          | 7e     | —            |

Légende :
- - : non disputée par Merkushyna

### Championnats du monde
| Édition / Épreuve       | Individuel | Sprint | Poursuite | Mass start | Relais                    | Relais mixte | Relais mixte simple              |
| ----------------------- | ---------- | ------ | --------- | ---------- | ------------------------- | ------------ | -------------------------------- |
| Hochfilzen 2017         | 33e        | 10e    | 8e        | 14e        | Médaille d'argent, monde  | —            | Épreuve inexistante à cette date |
| Östersund 2019          | 10e        | 28e    | 15e       | 25e        | Médaille de bronze, monde | 7e           | 5e                               |
| Antholz-Anterselva 2020 | 11e        | —      | —         | —          | Médaille de bronze, monde | 5e           | 10e                              |
| Pokljuka 2021           | 13e        | —      | —         | —          | Médaille de bronze, monde | —            | —                                |
| Oberhof 2023            | DNS        | 44e    | 49e       | —          | 14e                       | 10e          | 15e                              |
| Nove Mesto 2024         | 28e        | 29e    | 39e       | —          | 5e                        | —            | 14e                              |
| Lenzerheide 2025        | 44e        | —      | —         | —          | 11e                       | —            | —                                |

Légende :
- : deuxième place, médaille d'argent
- — : non disputée par Anastasiya Merkushyna
- : pas d'épreuve

### Coupe du monde
- Meilleur classement général : 35e en 2019.
- Meilleur résultat individuel : 8e.
- 5 podiums en relais : 1 deuxième place et 4 troisièmes places.
- 1 podium en relais mixte : 1 deuxième place.
- 1 podium en relais simple mixte : 1 troisième place.

Mis à jour le 22 février 2020

#### Classements en Coupe du monde
| Saison    | Classement général final | Individuel | Sprint | Poursuite | Mass start |
| 2016-2017 | 37e                      | 63e        | 32e    | 39e       | 39e        |
| 2017-2018 | 42e                      | 27e        | 57e    | 33e       | 36e        |
| 2018-2019 | 35e                      | 17e        | 50e    | 34e       | 35e        |
| 2019-2020 | 50e                      | 24e        | 61e    | 57e       |            |
| 2020-2021 | 57e                      | 38e        | 60e    | 66e       |            |
| 2021-2022 | 104e                     | 61e        | nc     | -         |            |
| 2022-2023 | 55e                      | 52e        | 58e    | 48e       |            |
| 2023-2024 | 35e                      | 28e        | 39e    | 40e       | 27e        |

### Championnats d'Europe
| Édition / Épreuve   | Individuel                       | Super sprint                     | Sprint | Poursuite             | Relais                           | Relais mixte                     | Relais mixte simple              |  |
| ------------------- | -------------------------------- | -------------------------------- | ------ | --------------------- | -------------------------------- | -------------------------------- | -------------------------------- |  |
| Nové Město 2014     | —                                | Épreuve inexistante à cette date | —      | —                     | 6e                               | Épreuve inexistante à cette date | Épreuve inexistante à cette date |  |
| Duszniki-Zdrój 2017 | Médaille de bronze, Europe       | Épreuve inexistante à cette date | DNS    | —                     | Épreuve inexistante à cette date | —                                | —                                |  |
| Minsk 2019          | 18e                              | Épreuve inexistante à cette date | 8e     | 8e                    | Épreuve inexistante à cette date | 7e                               | —                                |  |
| Minsk 2020          | Épreuve inexistante à cette date | 6e                               | 6e     | 5e                    | Épreuve inexistante à cette date | —                                | Médaille de bronze, Europe       |  |
| Duszniki-Zdrój 2021 | Médaille d'argent, Europe        | Épreuve inexistante à cette date | 22e    | DNS                   | Épreuve inexistante à cette date | —                                | 5e                               |  |
| Lenzerheide 2023    | 24e                              | Épreuve inexistante à cette date |        | Médaille d'or, Europe | Épreuve inexistante à cette date | 5e                               | —                                |  |
| Brezno-Osrblie 2024 | —                                | Épreuve inexistante à cette date | 32e    | 7e                    | Épreuve inexistante à cette date | 9e                               | —                                |  |

Légende :
- — : non disputée par Merkushyna
- : pas d'épreuve
- DNS : n'a pas pris le départ

### IBU Cup
- 7 podiums : 1 victoire, 4 deuxièmes places et 2 troisièmes places.

### Championnats du monde junior
- Médaille d'argent de l'individuel en 2016.

### Championnats du monde jeunesse
- Médaille d'argent du relais en 2011 et 2013.
- Médaille d'or du relais en 2012.
- Médaille de bronze de l'individuel en 2013.

### Championnats d'Europe junior
- Médaille d'argent de l'individuel en 2014.
- Médaille d'or du sprint et de la poursuite en 2015.
- Médaille de bronze du relais en 2015.
- Médaille d'or de l'individuel en 2016.